# Pragança

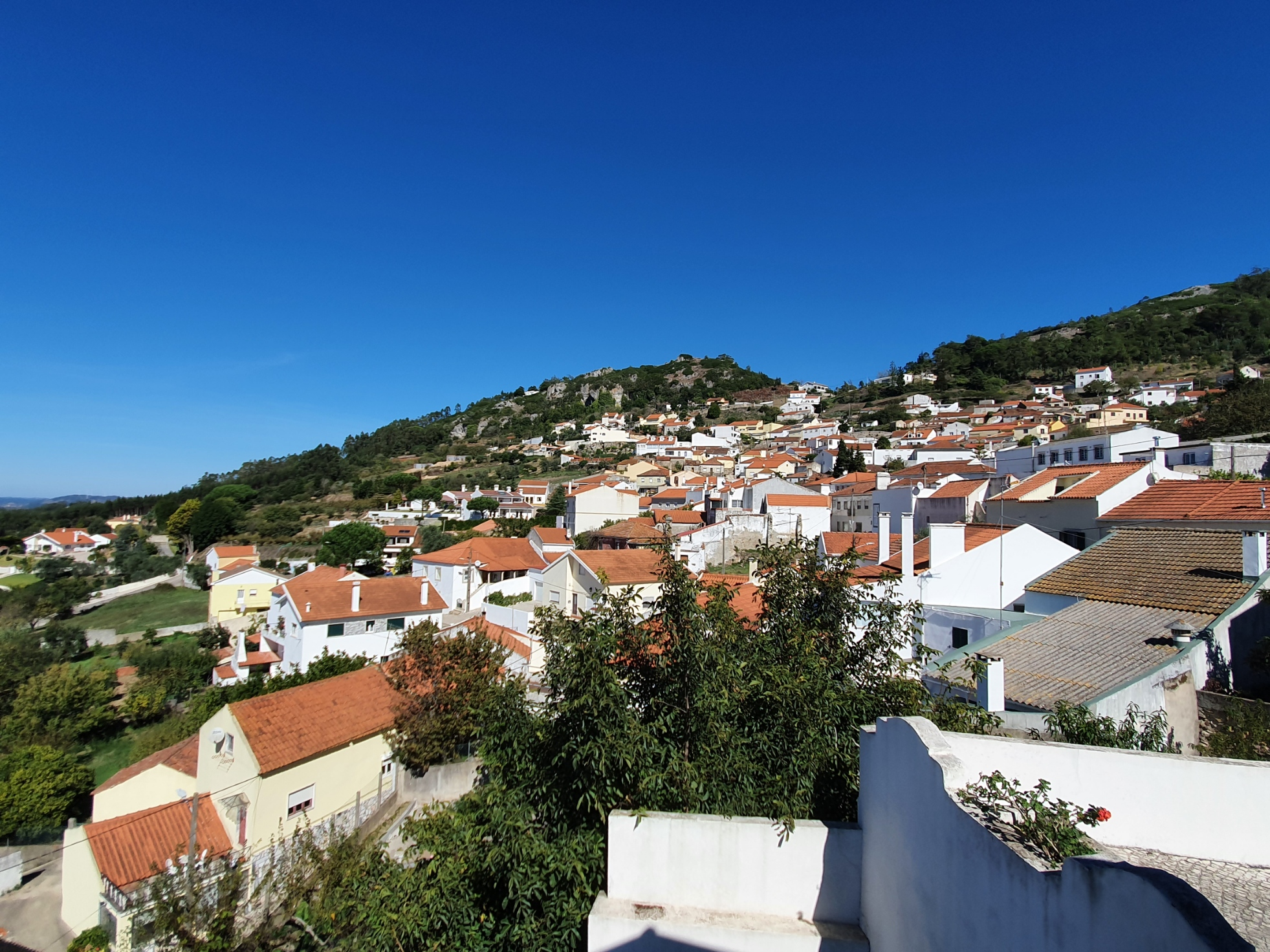
Vista geral de Pragança

Pragança é uma localidade situada no sopé da Serra de Montejunto. Pertence à freguesia de Lamas e Cercal, no município do Cadaval, distrito de Lisboa.
Pragança é considerada uma das mais antigas aldeias portuguesas, sendo que foram encontrados no século XVIII vestígios paleoliticos numa das montanhas da serra, o Pico da Vela.
Nos seus limites encontra-se o denominado Castro de Pragança.